# Innesa vittata
Genre
Espèce
Synonymes
- Hemiblossia vittata Pocock, 1902

Innesa vittata, unique représentant du genre Innesa, est une espèce de solifuges de la famille des Ammotrechidae.

## Distribution
Cette espèce se rencontre au Guatemala et au Costa Rica.

## Description
La femelle holotype mesure 13 mm.

## Publications originales
- Pocock, 1902 : Arachnida : Scorpiones, Pedipalpi, and Solifugae. Biologia Centrali-Americana, p. 1-71 (texte intégral).
- Roewer, 1934 : Solifuga, Palpigrada. Dr. H.G. Bronn's Klassen und Ordnungen des Thier-Reichs, wissenschaftlich dargestellt in Wort und Bild. Akademische Verlagsgesellschaft M. B. H., Leipzig. Fünfter Band: Arthropoda; IV. Abeitlung: Arachnoidea und kleinere ihnen nahegestellte Arthropodengruppen, vol. 4, p. 1-723 (texte intégral).